# 福島孝一郎
福島孝一郎（日语转写：Koichiro Fukushima，1983年12月20日—），生于鹿儿岛县，日本足球裁判。
福島孝一郎在2008年12月登录为一级裁判员。2011年，福岛孝一郎开始执法J联赛，第一个赛季他只执法了18场J2联赛的比赛，没有主吹J1联赛。2012年，福岛孝一郎开始执法J1联赛，他执法的第一场J1联赛的比赛是横滨水手主场与札幌冈萨多的比赛。 这一年他执法了6场J1联赛和32场J2联赛。
2013年5月，经验并不丰富的福岛孝一郎受中国足协的邀请，前来中国执法26日2013年中超联赛第11轮长春亚泰与上海申鑫的比赛。